# شرخ خرساني
الشرخ الخرساني أحد العيوب الخرسانية التي قد تؤثر على متانة البناء وعلى عمر المبنى. 

## مقدمة
استطاع الإنسان من خلال التجارب المستمرة التي قام بها أن يتعرف على العوائق التي قد تؤثر على البنايات. ومن بين العيوب الشروخ الخرسانية. والتي قد تكون خطيرة فتؤثر في عمر المبنى. 

## أنواع الشروخ
تصنف الشروخ الخرسانية إلى: 
1. شروخ خرسانية غير إنشائية.
2. شروخ خرسانية إنشائية.

### الشروخالخرسانيةغير الإنشائية

#### شروخ الانكماش الحراري
أثناء عملية التصلب المبكرة تولد الحرارة تنتج من تفاعل كيميائى بين الاسمنت والماء. وغالبا تعالج العناصر المصبة بالبخار (steam curing) وهذا النوع من المعالجة الحرارية قد يولد نسبة من الحرارة خلال الخرسانة. وبمرور الوقت تبرد الخرسانة وتنكمش وتظهر الانكماشات الحرارية. وقد يحدث الشد الحراري شروخا دقيقة.

#### شروخ الانكماش اللدن
ينتج الانكماش اللدن أثناء تبخر الماء السريع من سطح الخرسانة هذا التبخر السريع له عوامل منها ارتفاع درجة الحرارة وسرعة الشمس المباشرة التي قد ترفع من معدل التبخر مقارنة مع معدل طفو الماء على سطح الخرسانة. شروخ الانكماش اللدن عادة ما تكون قصيرة وسطحية وتظهر في اتجاهين متعاكسين في آن واحد.

#### شروخ انكماش الجفاف
عندما تقابل العناصر القصيرة ذات التسليح القليل حواجز تعيقها (في حالة اتصال كورنيشية ذات ثخانة صغيرة ببلاطة شرفة ذات ثخانة كبيرة) في الكمرات مسبقة الصنع فإن خرسانة الأطراف المفصلية تصب في مجاري من الوصلات متصلدة مسبقة الصنع كالقالب. ونظرا لضيق هذه المجاري نسبيا لتسهيل عملية الصب وتحدث في الفواصل الرئيسية غالبا شروخا دقيقة نتيجة الانكماش

### شروخ نتيجة التآكل

#### تآكلحديدالتسليح
عندما يزداد نمو الصدأ ويتزايد حول حديد التسليح يؤدي إلى سقوط الخرسانة كاشفة حديد التسليح فإن خطورة تآكل الحديد تصبح كبيرة إذا كانت الرطوبة مرتفعة في المناطق الساحلية تحمل كلوريد الكالسيوم. فشروخ تآكل الحديد خطيرة في الخرسانة مسببقة الإجهاد.

#### نحر الخرسانة
بعض التفاعلات الكيميائية تهتك الخرسانة من بينها (ettring) وذلك عند اتحاد الكبريت مع الومينات الاسمنت في وجود الماء فينتج الملح ذو حجم أكبر من العناصر المكونة له والتمدد يؤدي إلى تفجر الشروخ وبالتالى سقوط أجزاء من الخرسانة

### الشروخالخرسانيةالإنشائية
بطبيعة الحال فإن الخرسانة المسلحة تتعرض إلى شد تحت تأثير عزم الانحناء ولذلك تحدث شروخ في الكمرات. إذا كانت الخرسانة المستعملة جيدة النوعية فإن هذه الشروخ تكون دقيقة لتجنب تآكل الحديد وتكون مقبولة إذا كان سمكها (0.2 مم) وقد تظهر الشروخ نتيجة اجهادات القص وتكون مائلة في اتجاه إسياخ التسليح وتحدث نتيجة ترابط إسياخ الحديد مع الخرسانة. فإذا كانت الشروخ معقولة فلا خطر منها لكن هناك بعض الشروخ تشكل خطر مثل :

#### شروخ عزوم الانحناء أو القص
شروخ تحدث في أجزاء الخرسانة المعرضة لضغط 
تفتت الخرسانة في مناطق الضغط 
عند حدوث مثل هذه الأنواع لابد من تدعيم المنشأ ونزيل الاحمال وندرس مصدر الخلل ونعالج هذه الشروخ.

## معالجة الشروخ وترميم المنشأ

### الشروخ العرضية
إذا كان عرض الشرخ كبيرا وعميقا داخل خرسانة التسليح فوجب معالجته لتجنب تآكل الحديد وإذا حدث هذا التآكل فعلينا إزالة الغطاء الخرساني المغلف الجديد مع تنظيف إسياخ الحديد وكذلك استبدال الغطاء لخرسانة جديدة كغطاء للحديد والمهم في هذه الحالة هو استعمال الرتنجات الغروية اللاصقة والترميم بخرسانة عالية المقاومة بالدفع بالهواء باستخدام مدفع الاسمنت (cement gun) ومايميز الشروخ الناتجة عن تمدد الخرسانة باحتوائها على نسبة عالية من الكبريتات وللمعالجة في هذه الحالة هي إزالة الخرسانة المعابة وتغييرها وإذا كانت أسباب هذه الشروخ ميكانكية مثل زيادة الاحمال أو نقص التسليح أو استخدام خرسينة رديئة أو هبوط التربة فمن الضروري أن نسيطر على هذه الأسباب قبل البدء في ترميم المبنى خاصة إذا كانت هذه الشروخ مستمرة في الزيادة تعتبر إزالة وتغيير الخرسانة المعابة وكذلك إضافة طبقة من الخرسانة الجديدة ضرورة (فمثلا يتم الربط بين الخرسانة القديمة والجديدة باستخدام طبقة دهان خاصة من مادة غروية مطاطة أو باستحدام إيبوكسي لاصق EPOXY GLUE إضافة إلى وضع لسيخ حديد تسليح إضافي في الثقوب وكذلك المجاري في الخرسانة القديمة (يزرع الحديد باستخدام مونة إيبوكسية).

### الشروخ الشعرية غير الانشائية
في هذه الحالة الخرسانة تكون جيدة النوعية والشروخ دقيقة ولا تمثل خطورة على استمرارية تحمل التسليح فإذا كانت الشروخ ناتجة عن سلوك طبيعي للمبنى فعلى المصمم أن يأخذ هذه الشروخ في الحساب وخاصة الوصلات الرئسية والأفقية بوجه المبنى إذ يجب معالجتها بعناية لتجنب الأضرار التي تنجم عن هذه الشروخ (مثل تسرب المياه) لذلك يجب أن نتوقع ذلك في اكتساء الجدران الداخلية للحصول على القوة الحقيقية للوصلات في حالة الاستخدام الفعلي لها يجب إجراء اختبارات معملية على وصلات مشروخة كما نقوم بتصميم حديج التسليح واختيار تفرده بطريقة تجعل اتساع الشرخ غير خطير وغالبا ما يكون الحديد الإضافي الغير المحسوب إنشائيا ضروريا (مثل حديد التسليح القطري المكسح) ويكون عموديا على اتجاه الشروخ المتوقعة في زوايا المبنى وليكون تحكم أفضل في الشروخ يجب على التصميم والتنفيد أن يكونا جيدين لمعالجة الشروخ الشعرية غير الانشائية (مثل شروخ الانكماش اللدن) بتنظيف السطح وذلك بالفرشاة المعدنية نقوم بعملية حقن الشروخ باستخدام المنتجات التي تتصلب حراريا عندما تكون عميقة وعمودية على اتجاه قوى الضغط في المنشأ.

## علاج الشروخالخرسانيةباستخدام المواد المرنة
حلول ومشاكل ملء الشروخ الخرسانية مع متابعة الترميمات الأخرى الضرورية:

### المواد المستخدمة
هناك عدة عناصر نستعملها في معالجة الشروخ أهمها البوليمرات العضوية والاسمنت ومن بين هذه البوليمرات العضوية المستخدمة في الترميمات الإنشائية هي الروابط الايبوكسية هي عبارة عن مركب أساسي راتنجي EPOXY BINDERS أو مصلد أو معجل للتصلب حيث يجب خلطها بالنسب المحددة وهذه الاخيرة لها خاصية الاتصاق بالخامات كالخرسانة والحديد وقلة الانكماش وتتمييز بقوة ضغط وشد عاليتين تتأثر البوليمات العضوية بدرجات الحرارة المرتفعة كما أنها لا تستطيع مقاومة الحريق ونميز الروابط الايبوكسية أنها من فصيلة البوليمرات حرارية التصلد ومركبة من اليرثان مجهزا على هيئة مركبين يتم مزجوهما عند الاستخدام ويعد البوليستر من نفس الفصيلة وهو يتكون عادة من ثلاث مركبات (أساس راتنجي وسيط مساعد ومعجل تصلب). نجد هناك فصيلة أخرى من الروابط العضوية تتكون من البوليمرات البلاستكي THERMOPLASTIC أو الروابط الاكريليكية ACRYLAMID BINDER ومن مميزاتها أنها سريعة التصلب ولا تلتصق بالخرسانة وهي ذات انكماش عالي في الأوساط الجافة واستعمالاتها يكون في سد الشروخ في الحالات الرطوبة والتشبع لمقاومة تسرب الماء أما عن الاسمنت المستخدم فهو الاسمنت البورتلندي العادي. يمكن أن نخلط بين كل من الاسمنت قليل الانكماش وسريع التصلب وذلك بالبوليمرات العضوية.

## صيانة وترميم الشروخ في المنشآت

### مراقبة الشروخ
عند ملاحظة الشروخ في المنشأ الخرساني يجب اختيار سمكه وطوله وعمقه وكذلك ملاحظة ما إذا كان يتسع بمرور الوقت أم لا توجد طرق كثيرة تستخدم للدراسة مثل استخدام بقع الجبس فوق الشروخ ومتابعة حدوث الشروخ في الجبس باستخدام جهاز يقيس العرض بين كرتين من الحديد مثبتتين على جانبي الشرخ ولقياس تشوه أو انحناء عناصر المنشئ التي تحدث فيها الشروخ الإنشائية يجب استخدام نقط المناسيب المعروفة كمرجع للقياس (من الضروري معرفة الهبوط النهائي للأساسات) وبالملاحظة والقراءات المختلفة نتعرف على نوع الشروخ من حيث أسبابها وغالبا ما تؤثر عدة أسباب في وقت واحد يمكننا الآن اقتراح طريقة العلاج وذلك بتقوية المنشئ أو حقن الشروخ وما إلى ذلك.